# 2MASS J06022216+6336391
2MASS J06022216+6336391 ist ein Brauner Zwerg im Sternbild Giraffe. Er wurde 2008 von I. Neill Reid et al. entdeckt. Er gehört der Spektralklasse L1 an.